# Boksen op de Olympische Zomerspelen 2008

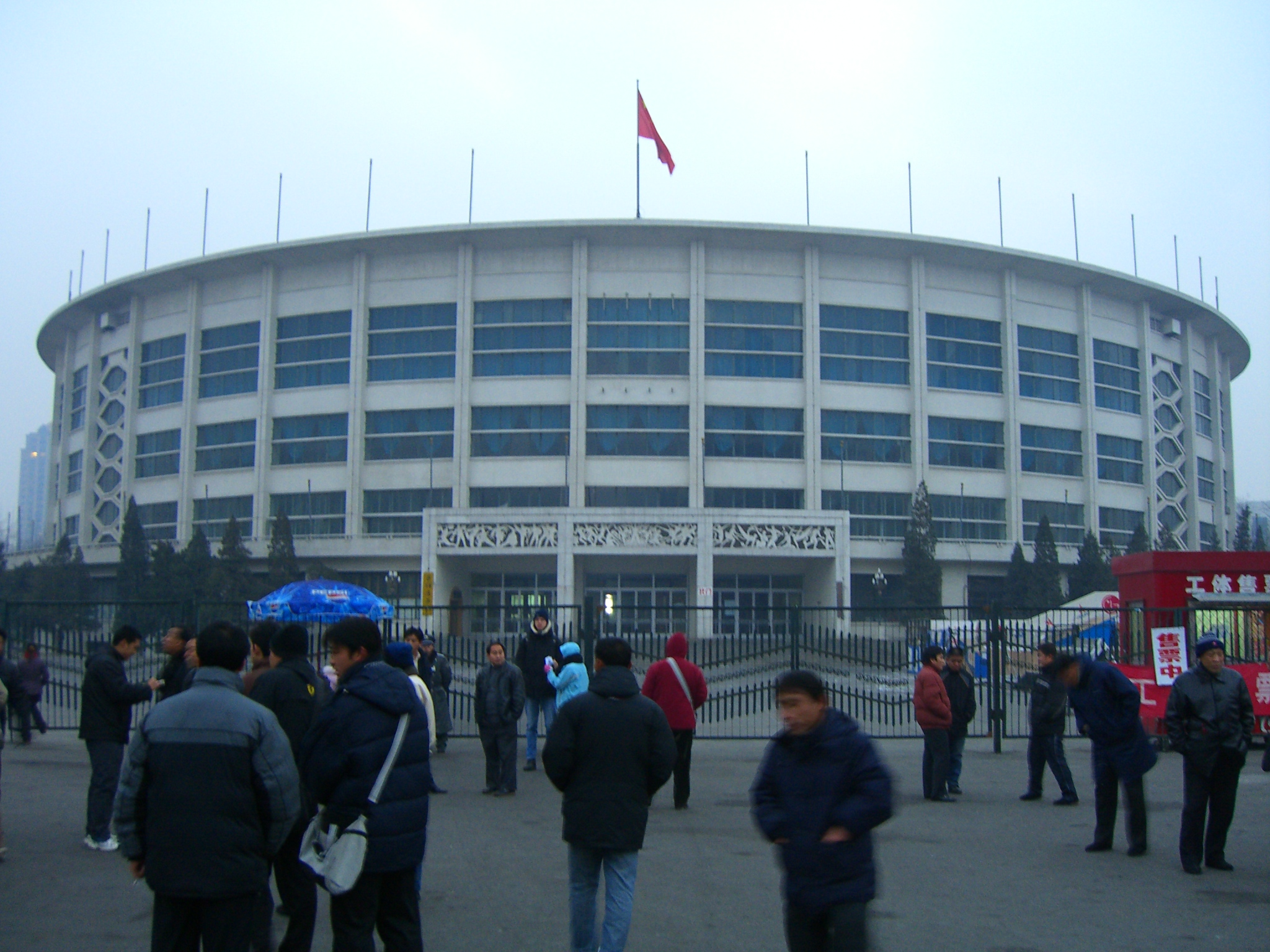
Workers Indoor Arena

Boksen is een van de sporten die beoefend werden tijdens de Olympische Zomerspelen 2008 in Peking. De wedstrijden vonden plaats in de Workers Indoor Arena, een van de sportcentra die speciaal voor de Olympische Spelen werden gebouwd.
In totaal werd in elf categorieën gebokst. Alleen mannen doen mee, maar het Internationaal Olympisch Comité heeft besloten vrouwenboksen als demonstratiesport in te voeren, om het vervolgens bij de Spelen van 2012 als een volwaardige tak van het olympisch boksen in te voeren.

## Kwalificatie
Elk Nationaal Olympisch Comité mocht één sporter afvaardigen voor de kwalificatietoernooien in elke categorie. Gastland China, mocht ten minste 6 sporters afvaardigen (hooguit 1 per categorie), die meteen al voor de Spelen zijn geplaatst.
Uiteindelijk plaatsten 286 boksers uit 78 landen zich voor het olympisch toernooi. Daarvan kwamen er 91 uit Europa, 62 uit Azië, 61 uit Afrika, 61 uit Amerika en 11 uit Oceanië. Rusland is als enige land in alle 11 klassen vertegenwoordigd. China, Cuba, Kazachstan en Marokko hebben 10 deelnemers, Australië, Frankrijk en de Verenigde Staten hebben er 9.

## Mannen
De finales werden gehouden op zaterdag 23 en zondag 24 augustus. 
Uitslagen per gewichtsklasse: 

### lichtvlieggewicht (tot 48 kg)
| rang   | sporter               | land |
| ------ | --------------------- | ---- |
| Goud   | Zou Shiming           | CHN  |
| Zilver | Pürevdorjiin Serdamba | MGL  |
| Brons  | Paddy Barnes          | IRL  |
| Brons  | Yampier Hernández     | CUB  |
| 5      | Paulo Carvalho        | BRA  |
| 5      | Birzhan Zhakypov      | KAZ  |
| 5      | Łukasz Maszczyk       | POL  |
| 5      | Amnat Ruenroeng       | THA  |

### bantamgewicht (tot 54 kg)
| rang   | sporter               | land |
| ------ | --------------------- | ---- |
| Goud   | Enkhbatyn Badar-Uugan | MGL  |
| Zilver | Yankiel León          | CUB  |
| Brons  | Veaceslav Gojan       | MDA  |
| Brons  | Bruno Julie           | MRI  |
| 5      | Khumiso Ikgopoleng    | BOT  |
| 5      | Akhil Kumar           | IND  |
| 5      | Worapoj Petchkoom     | THA  |
| 5      | Héctor Manzanilla     | VEN  |

### lichtgewicht (tot 60 kg)
| rang   | sporter             | land |
| ------ | ------------------- | ---- |
| Goud   | Aleksej Tisjtsjenko | RUS  |
| Zilver | Daouda Sow          | FRA  |
| Brons  | Hrachik Javakhyan   | ARM  |
| Brons  | Yordenis Ugás       | CUB  |
| 5      | Hu Qing             | CHN  |
| 5      | Darley Pérez        | COL  |
| 5      | Baik Jong-Sub       | KOR  |
| 5      | Georgian Popescu    | ROU  |

### weltergewicht (tot 69 kg)
| rang   | sporter            | land |
| ------ | ------------------ | ---- |
| Goud   | Bachit Sarsekbajev | KAZ  |
| Zilver | Carlos Banteaux    | CUB  |
| Brons  | Kim Jung-Joo       | KOR  |
| Brons  | Hanati Silamu      | CHN  |
| 5      | Tureano Johnson    | BAH  |
| 5      | Hosam Bakr Abdin   | EGY  |
| 5      | Demetrius Andrade  | USA  |
| 5      | Dilshod Mahmudov   | UZB  |

### halfzwaargewicht (tot 81 kg)
| rang   | sporter               | land |
| ------ | --------------------- | ---- |
| Goud   | Zhang Xiaoping        | CHN  |
| Zilver | Kenny Egan            | IRL  |
| Brons  | Tony Jeffries         | GBR  |
| Brons  | Yerkebuian Shynaliyev | KAZ  |
| 5      | Abdelhafid Benchabla  | ALG  |
| 5      | Washington Silva      | BRA  |
| 5      | Imre Szellő           | HUN  |
| 5      | Dzhakhon Kurbanov     | TJK  |

### superzwaargewicht (boven 91 kg)
| rang   | sporter             | land |
| ------ | ------------------- | ---- |
| Goud   | Roberto Cammarelle  | ITA  |
| Zilver | Zhang Zhilei        | CHN  |
| Brons  | David Price         | GBR  |
| Brons  | Vjatsjeslav Hlazkov | UKR  |
| 5      | Newfel Ouatah       | ALG  |
| 5      | Óscar Rivas         | COL  |
| 5      | Ruslan Myrsatayev   | KAZ  |
| 5      | Jaroslavas Jakšto   | LTU  |

### vlieggewicht (tot 51 kg)
| rang   | sporter           | land |
| ------ | ----------------- | ---- |
| Goud   | Somjit Jongjohor  | THA  |
| Zilver | Andry Laffita     | CUB  |
| Brons  | Vincenzo Picardi  | ITA  |
| Brons  | Georgi Balaksjin  | RUS  |
| 5      | Jitender Kumar    | IND  |
| 5      | McWilliams Arroyo | PUR  |
| 5      | Anvar Yunusov     | TJK  |
| 5      | Walid Cherif      | TUN  |

### vedergewicht (tot 57 kg)
| rang   | sporter             | land |
| ------ | ------------------- | ---- |
| Goud   | Vasyl Lomatsjenko   | UKR  |
| Zilver | Khedafi Djelkhir    | FRA  |
| Brons  | Yakup Kılıç         | TUR  |
| Brons  | Shahin Imranov      | AZE  |
| 5      | Abdelkader Chadi    | ALG  |
| 5      | Li Yang             | CHN  |
| 5      | Idel Torriente      | CUB  |
| 5      | Arturo Santos Reyes | MEX  |

### halfweltergewicht (tot 64 kg)
| rang   | sporter                    | land |
| ------ | -------------------------- | ---- |
| Goud   | Manuel Félix Díaz          | DOM  |
| Zilver | Manus Boonjumnong          | THA  |
| Brons  | Alexis Vastine             | FRA  |
| Brons  | Roniel Iglesias            | CUB  |
| 5      | Morteza Sepahvand          | IRI  |
| 5      | Serik Sapijev              | KAZ  |
| 5      | Uranchimegiin Mönkh-Erdene | MGL  |
| 5      | Gennadi Kovalev            | RUS  |

### middengewicht (tot 75 kg)
| rang   | sporter           | land |
| ------ | ----------------- | ---- |
| Goud   | James DeGale      | GBR  |
| Zilver | Emilio Correa     | CUB  |
| Brons  | Darren Sutherland | IRL  |
| Brons  | Vijender Kumar    | IND  |
| 5      | Carlos Góngora    | ECU  |
| 5      | Bakhtiyar Artayev | KAZ  |
| 5      | Elshod Rasulov    | UZB  |
| 5      | Alfonso Blanco    | VEN  |

### zwaargewicht (tot 91 kg)
| rang   | sporter           | land |
| ------ | ----------------- | ---- |
| Goud   | Rachim Tsjachkiev | RUS  |
| Zilver | Clemente Russo    | ITA  |
| Brons  | Osmay Acosta      | CUB  |
| Brons  | Deontay Wilder    | USA  |
| 5      | John M'Bumba      | FRA  |
| 5      | Elias Pavlidis    | GRE  |
| 5      | Mohamed Arjaoui   | MAR  |
| 5      | Oleksandr Usyk    | UKR  |

## Medaillespiegel
| Plaats | Land                   | NOC    | Goud | Zilver | Brons | Totaal |
| ------ | ---------------------- | ------ | ---- | ------ | ----- | ------ |
| 1      | China                  | CHN    | 2    | 1      | 1     | 4      |
| 2      | Rusland                | RUS    | 2    | 0      | 1     | 3      |
| 3      | Italië                 | ITA    | 1    | 1      | 1     | 3      |
| 4      | Mongolië               | MGL    | 1    | 1      | 0     | 2      |
| 4      | Thailand               | THA    | 1    | 1      | 0     | 2      |
| 6      | Groot-Brittannië       | GBR    | 1    | 0      | 2     | 3      |
| 7      | Kazachstan             | KAZ    | 1    | 0      | 1     | 2      |
| 7      | Oekraïne               | UKR    | 1    | 0      | 1     | 2      |
| 9      | Dominicaanse Republiek | DOM    | 1    | 0      | 0     | 1      |
| 10     | Cuba                   | CUB    | 0    | 4      | 4     | 8      |
| 11     | Frankrijk              | FRA    | 0    | 2      | 1     | 3      |
| 12     | Ierland                | IRL    | 0    | 1      | 2     | 3      |
| 13     | Armenië                | ARM    | 0    | 0      | 1     | 1      |
| 13     | Azerbeidzjan           | AZE    | 0    | 0      | 1     | 1      |
| 13     | India                  | IND    | 0    | 0      | 1     | 1      |
| 13     | Mauritius              | MRI    | 0    | 0      | 1     | 1      |
| 13     | Moldavië               | MDA    | 0    | 0      | 1     | 1      |
| 13     | Turkije                | TUR    | 0    | 0      | 1     | 1      |
| 13     | Verenigde Staten       | USA    | 0    | 0      | 1     | 1      |
| 13     | Zuid-Korea             | KOR    | 0    | 0      | 1     | 1      |
| Totaal | Totaal                 | Totaal | 11   | 11     | 22    | 44     |